# رناتو موسلنی
رناتو موسلنی (انگلیسی: Renato Mocellini; ۲ آوریل ۱۹۲۹ – ۹ نوامبر ۱۹۸۵)از برندگان مدال‌های بازی‌های المپیک اهل ایتالیا بود.